# Randy Carlyle
Randy Carlyle (født 19. april 1956 i Greater Sudbury i Canada) er en tidligere ishockey-forsvarsspiller og tidligere cheftræner for Anaheim Ducks (2005-11 og 2016-19) og Toronto Maple Leafs (2012-15). Randy Carlyle er opvokset i byen Azilda, tæt på hans fødested, Greater Sudbury. Som spiller blev han i sæsonen 1980-81 tildelt Norris Trophy som NHL's bedste back.

## Ekstern henvisning
- Randy Carlyles profil hos NHL.com (engelsk)
- Randy Carlyles profil på Hockeydb.com (engelsk)
- Randy Carlyles profil hos Hockey-Reference.com (engelsk)
- Randy Carlyles profil hos Legends of Hockey (engelsk)
- Randy Carlyles profil på Eliteprospects.com (engelsk)